# Геронтије (митрополит Московски)
Митрополит Геронтије († 28. маја 1489 , Москва ) — митрополит московски и све Русије у периоду од 29. јуна [7. јула] 1473 . до 1489. Канонизован од Руске православне цркве за светитеља. Помиње се 28. маја (10. јуна).

## Биографија
Нешто пре 1445. године постао је ректор московског Симоновског манастира у част Успења Пресвете Богородице.
Године 1447. уздигнут је у чин архимандрита.
Био је учесник Сабора у Москви, који је Дмитрију Шемјаки послао писмо са захтевом за помирење са Василијем II и претњом екскомуникацијом у случају непослушности Сабору.
Године 1453. посвећен је за епископа Коломне.
29. јуна [7. јула] 1473. године, после смрти митрополита Филипа, уздигнут је у чин митрополита московског и све Русије.
Његово време обележила је интензивна градња цркава и других објеката у митрополији: обновљен је митрополитски дом; 1484. године положена је камена митрополитска катедрала Одежде Статута, коју је он освештао 1486. године; Завршена је изградња садашње зграде Успенског саборног храма.
Често се сукобљавао са московским великим кнезом Иваном Васиљевичем око црквених питања, али је подржавао његова војно-државна предузећа. Октобра 1477. благословио је поход великог кнеза на Новгород.
Новгородски архиепископ Генадије је 1487. известио великог кнеза и митрополита о откривеној „јереси јудаиста“, али тада нису предузете никакве озбиљне мере.
Упокојио се 28. маја [6. јуна] 1489. године и сахрањен је у Успенском храму Московског Кремља.
3. фебруара 2016. године, одлуком Архијерејског Сабора Руске Православне Цркве, канонизован је за општецрквено поштовање заједно са осталим поштованим, али није прослављен у читавој цркви.